# مونته‌کریستو
مونته‌کریستو (به ایتالیایی: Isola di Montecristo) یک جزیره در ایتالیا است که در پورتوفرایو واقع شده‌است. مونته‌کریستو ۲ نفر جمعیت دارد و ۶۴۵ متر بالاتر از سطح دریا واقع شده‌است.